# 미나미다케산 (가고시마현)
미나미다케산(일본어: 南岳)은 일본 가고시마시의 사쿠라지마섬에 있는 활화산으로, 성층화산이다. 사쿠라지마섬 전체가 이 산의 활동으로 형성되었으며, 1914년의 분화 때는 대량의 용암류가 흘러나와 오스미 반도와 연결되었다. 원래는 오래전의 분화로 붕괴된 화산이다(지수 6). 오랫동안 분화 활동으로 인해 아주 특이하게 생긴 곳도 볼 수 있고, 산기슭에는 마을이 있는데 그곳에서 사람들이 거주한다. 2009년에도 화산재 분출을 한 분화가 있었고, 2010년에도 분화가 있었다. 2011년에는 강력한 스트롬볼리식 용암 분출이 있었고, 2012년 7월 24일에는 대규모 화산 폭발이 있었다. 이때 날아간 검은 화산재는 이곳부터 2.4km나 날아갔고, 그 주변에 살고 있던 사람들이 모두 대피하였다. 일본에서 많이 분출한 화산으로 유명하다.2022년12월 현재 활화산이다

## 같이 보기
- 사쿠라지마섬
- 가고시마
- 화산